# NGC 4735
NGC 4735 (również PGC 43509) – galaktyka spiralna z poprzeczką (SBbc), znajdująca się w gwiazdozbiorze Warkocza Bereniki. Odkrył ją Guillaume Bigourdan 9 maja 1885 roku. Jest to galaktyka gwiazdotwórcza.